# London Academy of Music and Dramatic Art

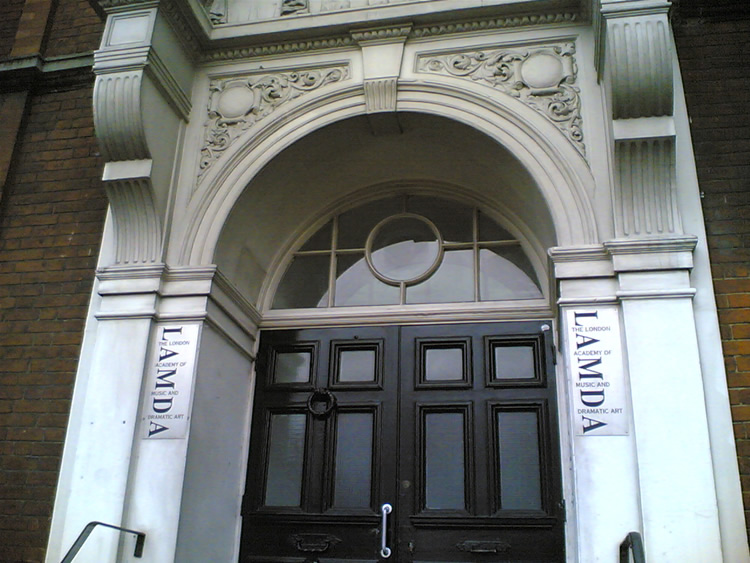
Hoofdgebouw LAMDA

De London Academy of Music and Dramatic Art (LAMDA) is een toonaangevende toneelschool in West-Londen die werd opgericht in 1861.
Sinds 2003 heeft LAMDA een gebouw bij Hammersmith, dat eerder werd gebruikt door de Royal Ballet School. LAMDA bezit ook nog het MacOwan Theatre, een theater in Kensington.
LAMDA is onderdeel van het Conservatoire for Dance and Drama. De academie heeft ook het grootste lesprogramma betreffende acteren, stage management en theatertechniek, dit in samenwerking met de University of Kent. Het heeft ook een lesprogramma voor dirigenten en dramadocenten. Ook hebben ze hun eigen examens en medailles.
De president van LAMDA is Timothy West en de principal (directeur) is Joanna Read.

## Alumni
Dit is een lijst met de meest prominente alumni van LAMDA, geen volledige lijst.
- James D'Arcy
- Jason Flemyng
- Fritha Goodey
- David Haig
- Victoria Hamilton
- Marina Hands
- Richard Harris
- Anthony Stewart Head
- Julie Hesmondhalgh
- Amy Irving
- Paterson Joseph
- Dillie Keane van het cabarettrio Fascinating Aïda
- Sam Kelly
- Barbara Keogh
- Jacqueline Leonard
- Kristin Linklater
- Maureen Lipman
- Anna Maxwell Martin
- Natascha McElhone
- Alexandra Moen
- Michael Moriarty
- Daragh O'Malley
- David Oyelowo
- Katherine Parkinson
- Nigel Planer
- Anna-Louise Plowman
- Nicolas Rixon
- Georgina Rylance
- Martin Shaw
- Jeremy Sinden
- Toby Stephens
- David Suchet
- Donald Sutherland
- Janet Suzman
- David Warbeck
- Ruth Wilson
- John Light
- Jeff Rawle
- Dominic Cooper
- Benedict Cumberbatch